# Gulhjelmet hornfugl
Gulhjelmet hornfugl (latin: Ceratogymna elata) er en næsehornsfugl, der lever i det vestlige Afrika.